# Ozjorsk (Kaliningradská oblast)
Ozjorsk (rusky Озёрск), do roku 1938 německy Darkehmen (litevsky Darkiemis, polsky Darkiejmy) a v letech 1938–1946 německy Angerapp je město na jihu Kaliningradské oblasti (dříve Východní Prusko), exklávě Ruské federace, poblíž hranice s Polskem. V roce 2021 mělo městečko necelé 4 tisíce obyvatel.

## Historie

### Od založení do 18. století
První zmínka pochází z roku 1539 ze soupisu sídel daňové správy sídlící v nedalekém Insterburgu (dnešní Čerňachovsk). Vesnice byla založená na místě bývalé pevnosti kmene Prusů. Samotný německý název Dargekeyem pochází z pruských slov dargis a caymis či kaims znamenající v češtině doslova vlhká vesnice. Roku 1615 získává osada práva na vlastní pohostinství, 1646 je postaven kostel a 1706 je založena církevní škola. Velkou ránou do vývoje města byla morová epidemie, které podlehlo na 60% tehdejších obyvatel. Městská práva získala osada dekretem pruského krále Fridricha Viléma v roce 1725. Stejný vladař nabídl v roce 1731 rakouským protestantům vyhnaným ze Salcburského arcibiskupství, aby se usadili ve Východním Prusku (salcburští exulanti). Do oblasti se jich tehdy vydalo na 17 000. Počet obyvatel tak následně stoupl na 1 000. V roce 1732 vznikl v městě významný hřebčín zvaný Trakehnen. Negativně se podepsala na městu Sedmiletá válka (1756–1763), kdy ruská vojska město vyplenila. Po válce byla zprovozněna v roce 1769 továrna na textil, v roce 1778 byla postavena nová budova radnice a v roce 1785 zprovozněny koželužny.

### Období 19. století
Za Napoleonských válek nejprve v roce 1807 navštívili město ruský car Alexandr I. a pruský král Fridrich Vilém III., následně v roce 1812 francouzští generálové Davout a Ney. Město bylo během války výrazně poškozeno. Po pruské administrativní reformě z roku 1815 se stal Darkehmen okresním městem. V roce 1842 došlo k rekonstrukci kostela a v roce 1854 začaly vycházet místní noviny. Železniční trať Insterburg – Goldap – Lyck byla postavena 1878, ale ležela 3 km daleko od města. Město tak bylo napojeno na železniční trať (železnice Gumbinnen – Angerburg) až v roce 1913. Vodní elektrárna na řece Angrapa byla postavena v roce 1880 a po několika renovacích (poslední v roce 2000) funguje dodnes. Elektřina byla připojena do města 1886 a v Darkehmenu bylo zavedeno veřejné osvětlení jako u prvního města ve Východním Prusku. Budova poštovního úřadu a telegrafní ústředny byly dokončeny v roce 1897.

### Mezi lety 1914 - 1945
Během první světové války muselo být město evakuováno před postupující ruskou armádou. Na konci srpna roku 1914 ho Rusové dobyli a zřídili zde polní nemocnici. Však 11. září 1914 bylo po protiofenzivě opět pod německou kontrolou. Ruská ofenzíva z přelomu let 1914/1915 zasáhla město plnou silou. V listopadu 1914 dobyli město Rusové a Němci je vytlačili až v únoru 1915 po dlouhém ostřelování. Na 90% budov v Darkehmenu bylo zničeno. Nová výstavba města byla dokončena v roce 1922. V roce 1933 navštívil město německý prezident Hindenburg. Po nástupu nacismu v Německu k moci začalo oficiální místům vadit pojmenování města, které pochází z pruštiny. Darkehmen se tak v roce 1938 přejmenoval na Angerapp podle řeky, která městem protéká (německy Angerapp, polsky Węgorapa). Na konci druhé světové války začala operace Hannibal, která měla za cíl evakuovat většinu německého obyvatelstva z Východního Pruska před postupující Rudou armádou. Většina německého obyvatelstva tak opustila město před příchodem Sovětů. Rudá armáda vstoupila do města 22. ledna 1945. Do prosince 1945 bylo pod kontrolou polské správy.

### Pod sovětskou a ruskou správou
Po válce město připadlo SSSR a stalo se součástí Kaliningradské oblasti. V roce 1946 byl Angerapp přejmenován na Ozjorsk. Ruské slovo озеро znamená v češtině jezero. Zbylé německé obyvatelstvo bylo odsunuto do sovětské okupační zóny Německa a do města během let 1946 - 1947 se nastěhovali Rusové především z měst Novgorod, Pskov a Brjansk. Železnice poničená za války již nebyla obnovena. Po rozpadu SSSR zůstalo město součástí Ruska jako součást Kaliningradské oblasti, ruské exklávy. Místní ekonomika začala výrazně trpět izolací od zbytku Ruska a problémy narostly se vstupem sousedního Polska a Litvy do EU v roce 2004. Od roku 2000 počet obyvatel města neustále klesá. Ze zajímavostí se ve městě nachází původní budova pošty, která stále slouží svému účelu, ruiny evangelického kostela a socha Lenina na náměstí.

## Obyvatelstvo

### Vývoj obyvatelstva v průběhu doby

Východní Prusko (vyznačeno červeně) na mapě tehdejšího Německa 1871

| Rok       | 1754  | 1818  | 1875  | 1890  | 1925  | 1933  | 1939  | 1959  | 1970  | 1979  | 1989  | 2002  | 2010  | 2021  |
| Obyvatelé | 1 000 | 2 000 | 2 924 | 3 448 | 3 375 | 3 652 | 4 377 | 3 832 | 4 517 | 6 047 | 6 219 | 5 801 | 4 740 | 3 816 |

### Etnické složení obyvatelstva
Při sčítání lidu v roce 2010 bylo etnické složení v městě následující:
| - 85,7 % Rusové - 3,8 % Bělorusové - 3,1 % Ukrajinci - 2,1 % Poláci - 2,0 % Arméni |  | - 1,2 % Němci - 0,5 % Litevci - 0,3 % Tataři - 0,2 % Mordvinci - 1,0 % ostatní |

### Významné osobnosti města
- Gustav Bauer (1870–1944), německý politik, 1919–1920 říšský kancléř
- Julius von Groß (181–1881), pruský generál
- Gerhard Schultze-Pfaelzer (1891–1952), německý spisovatel a politický publicista
- Manfred Peter Hein (nar. 1931), německý spisovatel a překladatel

## Galerie

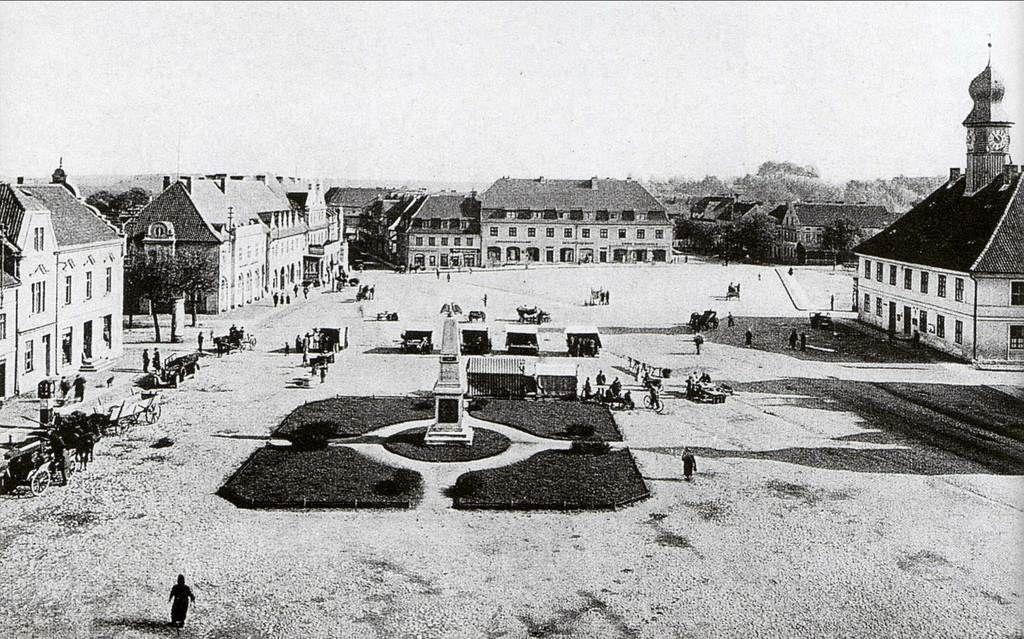
Náměstí v Darkehmenu
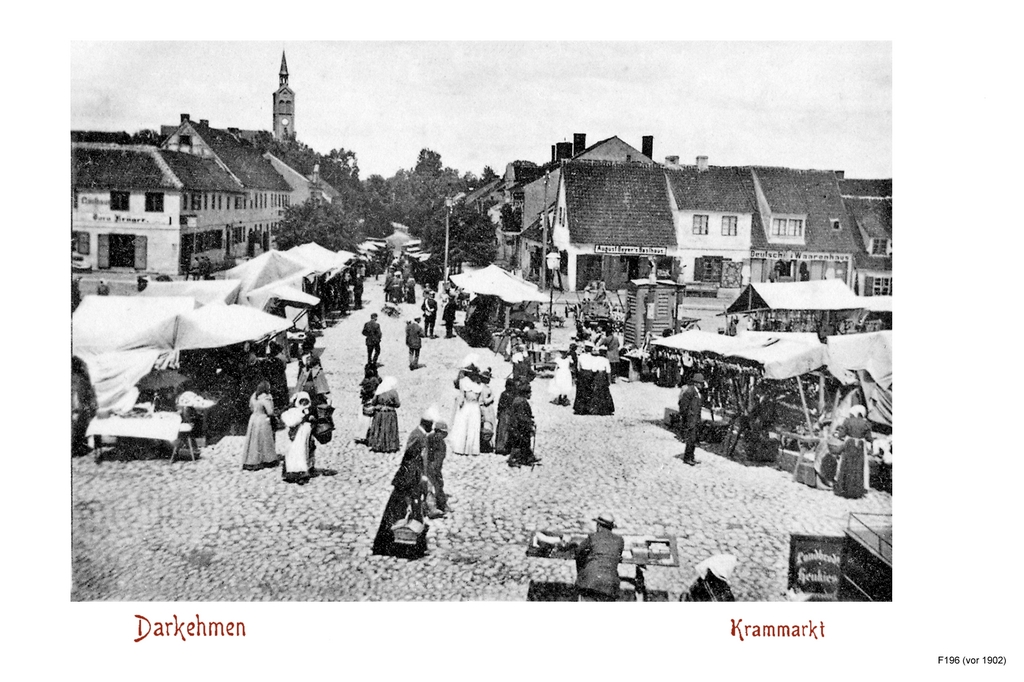
Městský trh
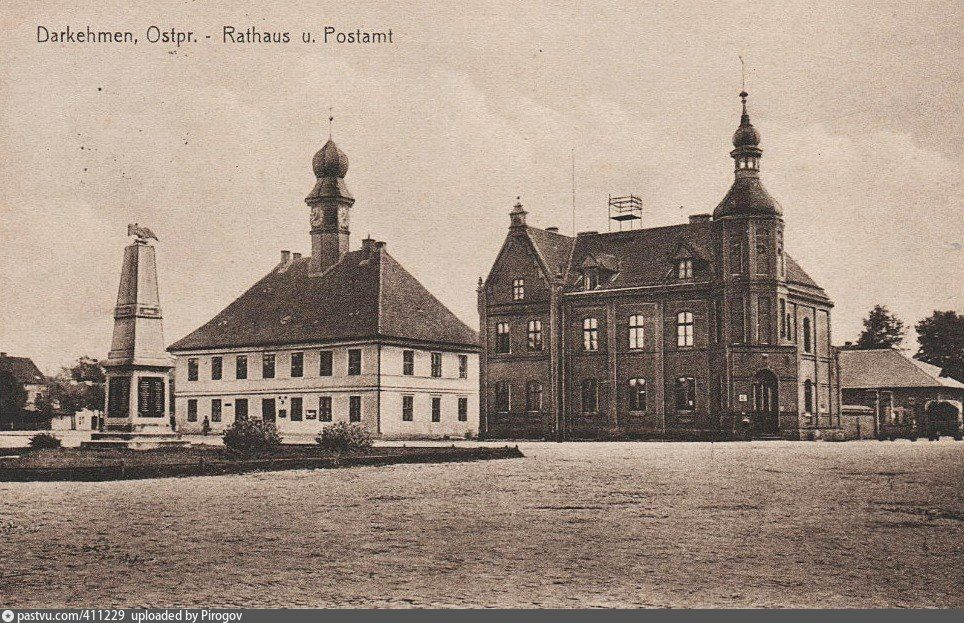
Náměstí s radnicí a budovou pošty (1910)
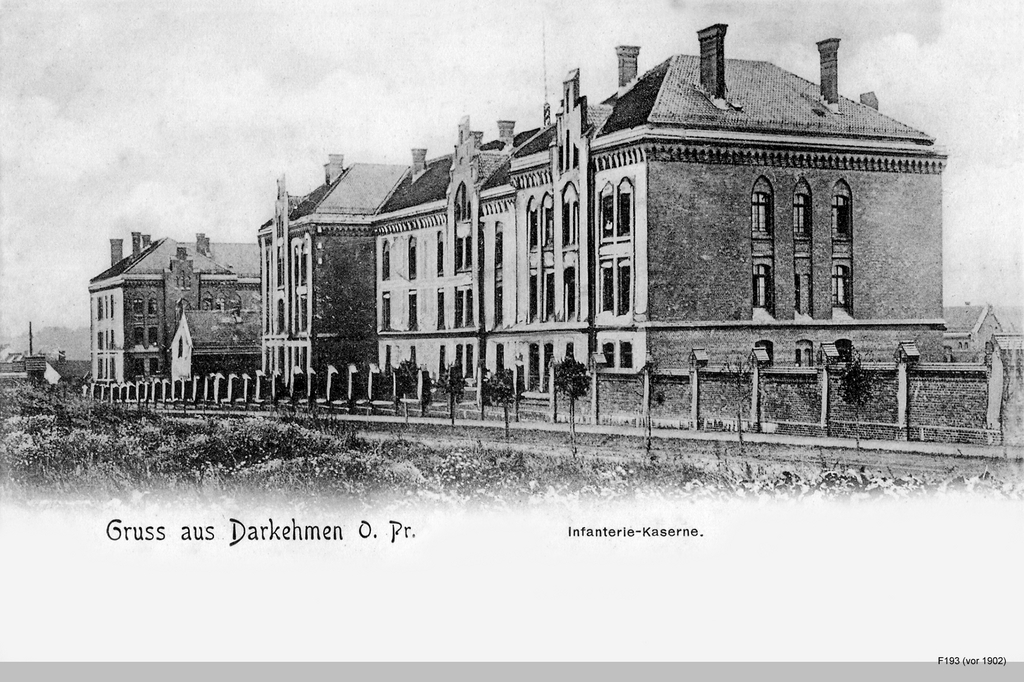
Pruské kasárny
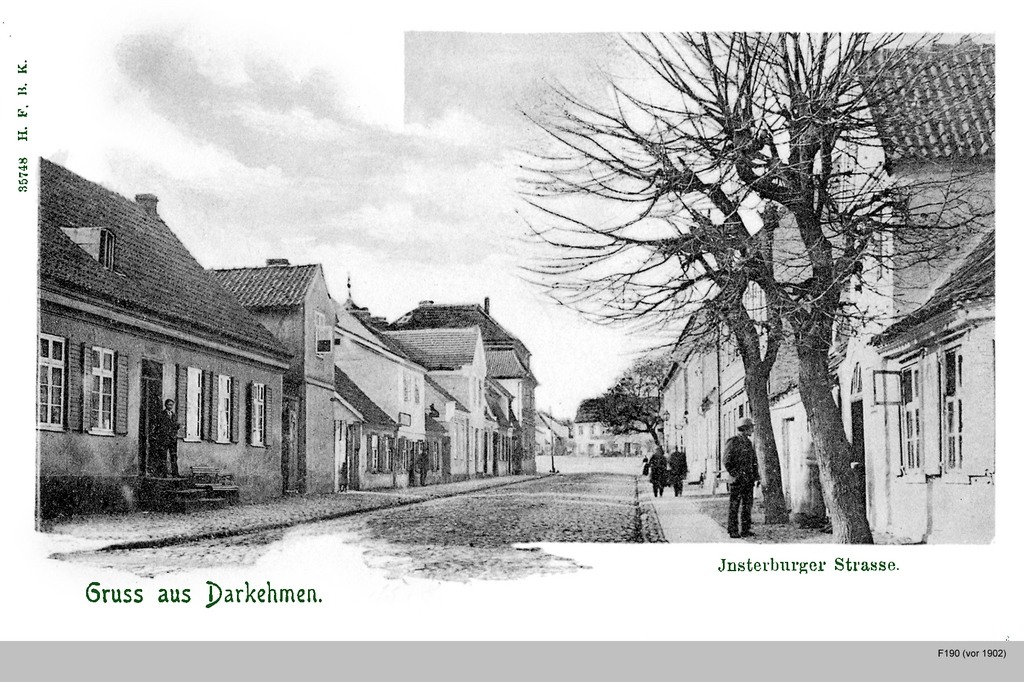
Pohled na bývalou Insterburskou ulici
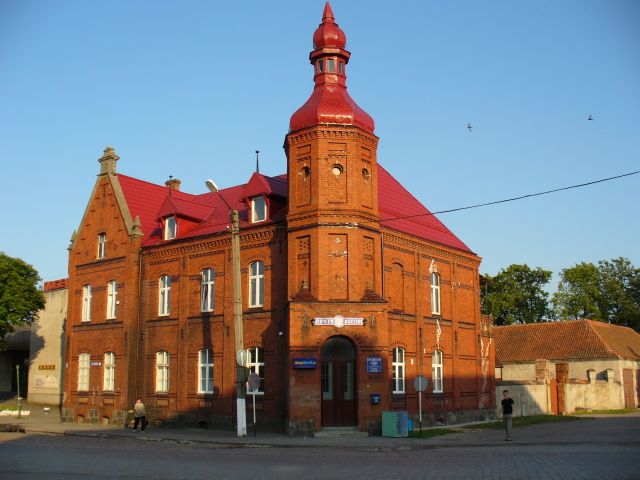
Původní budova pošty v roce 2006
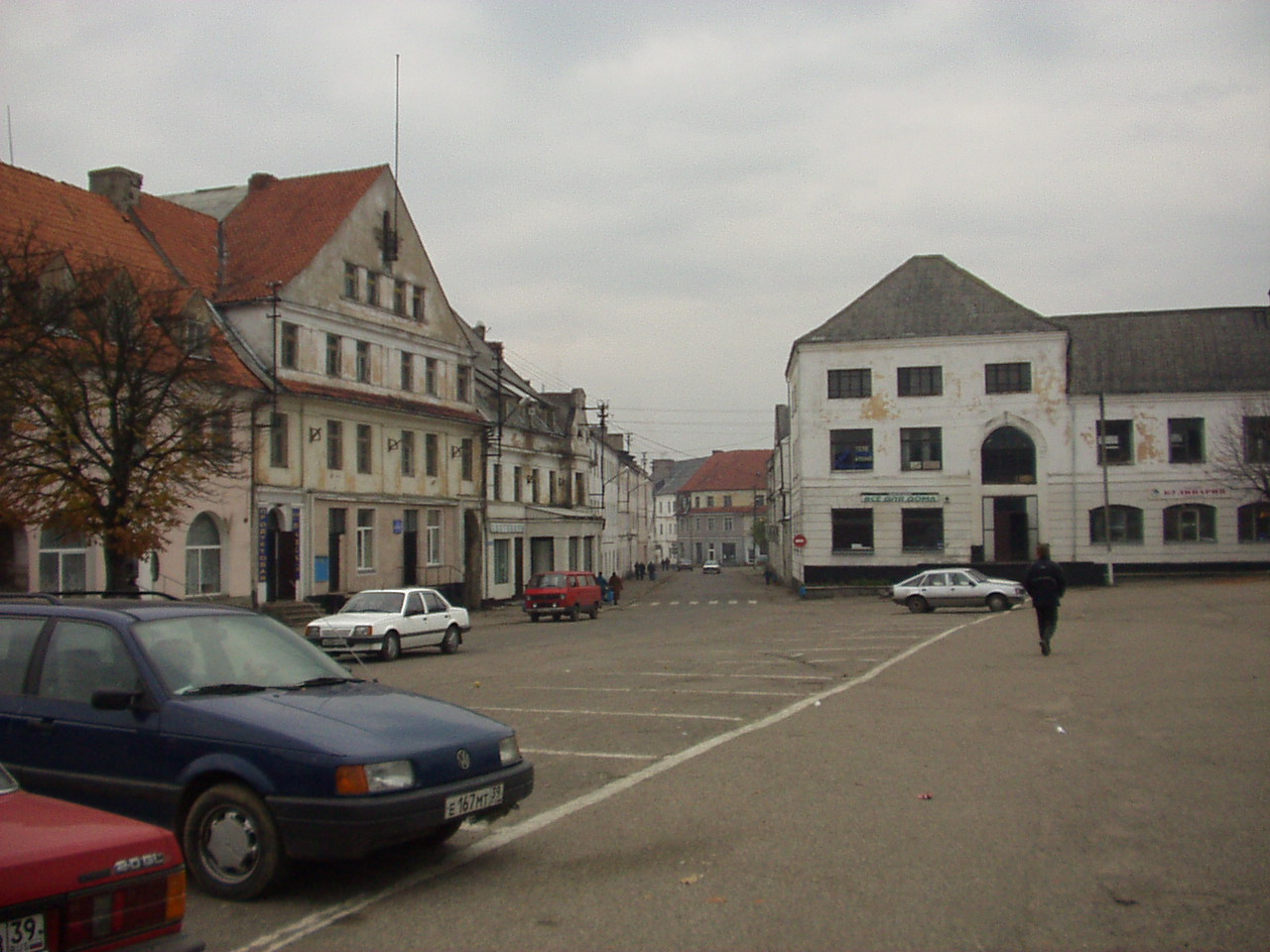
Náměstí v dnešním Ozjorsku
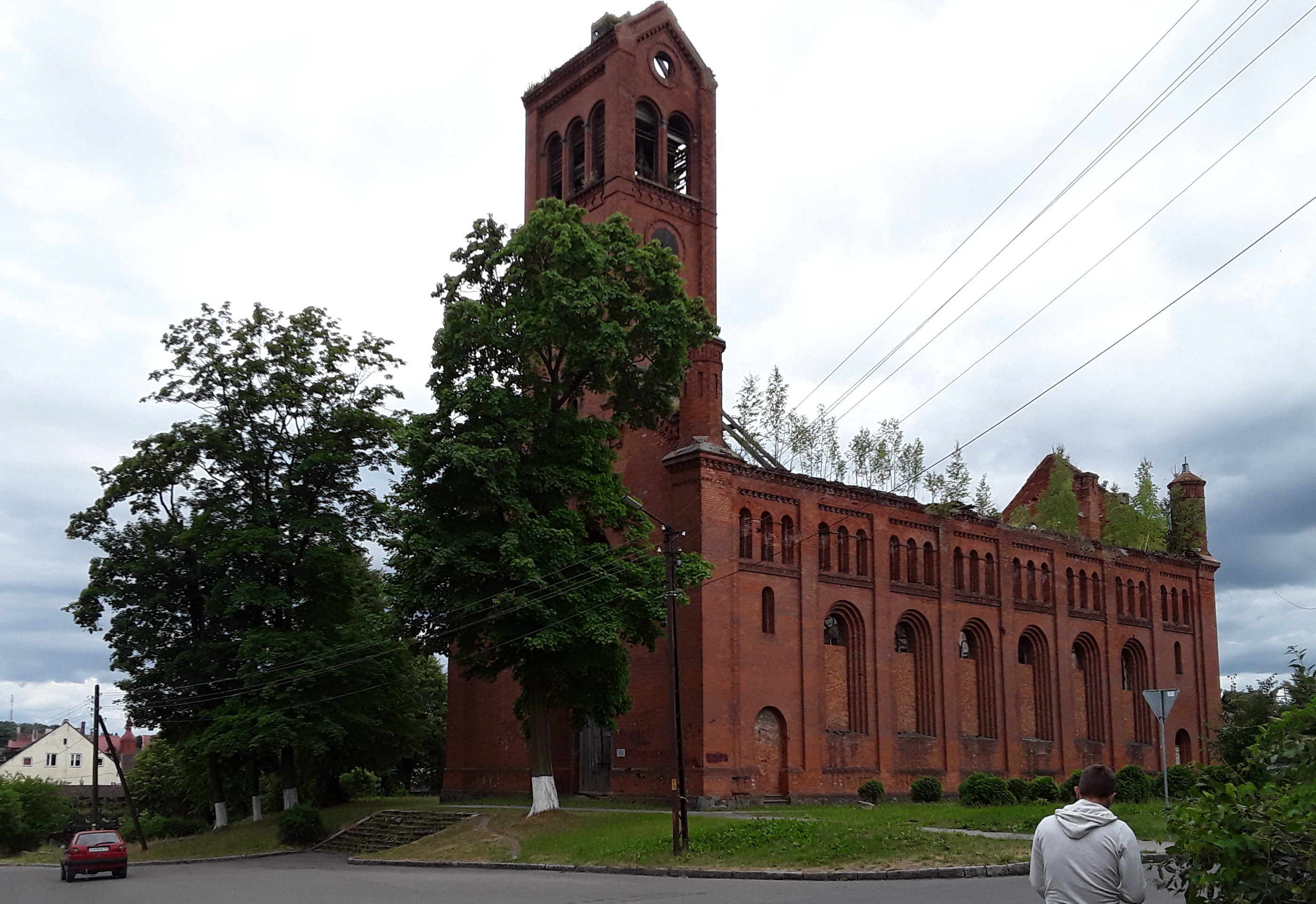
Ruiny evangelického kostela
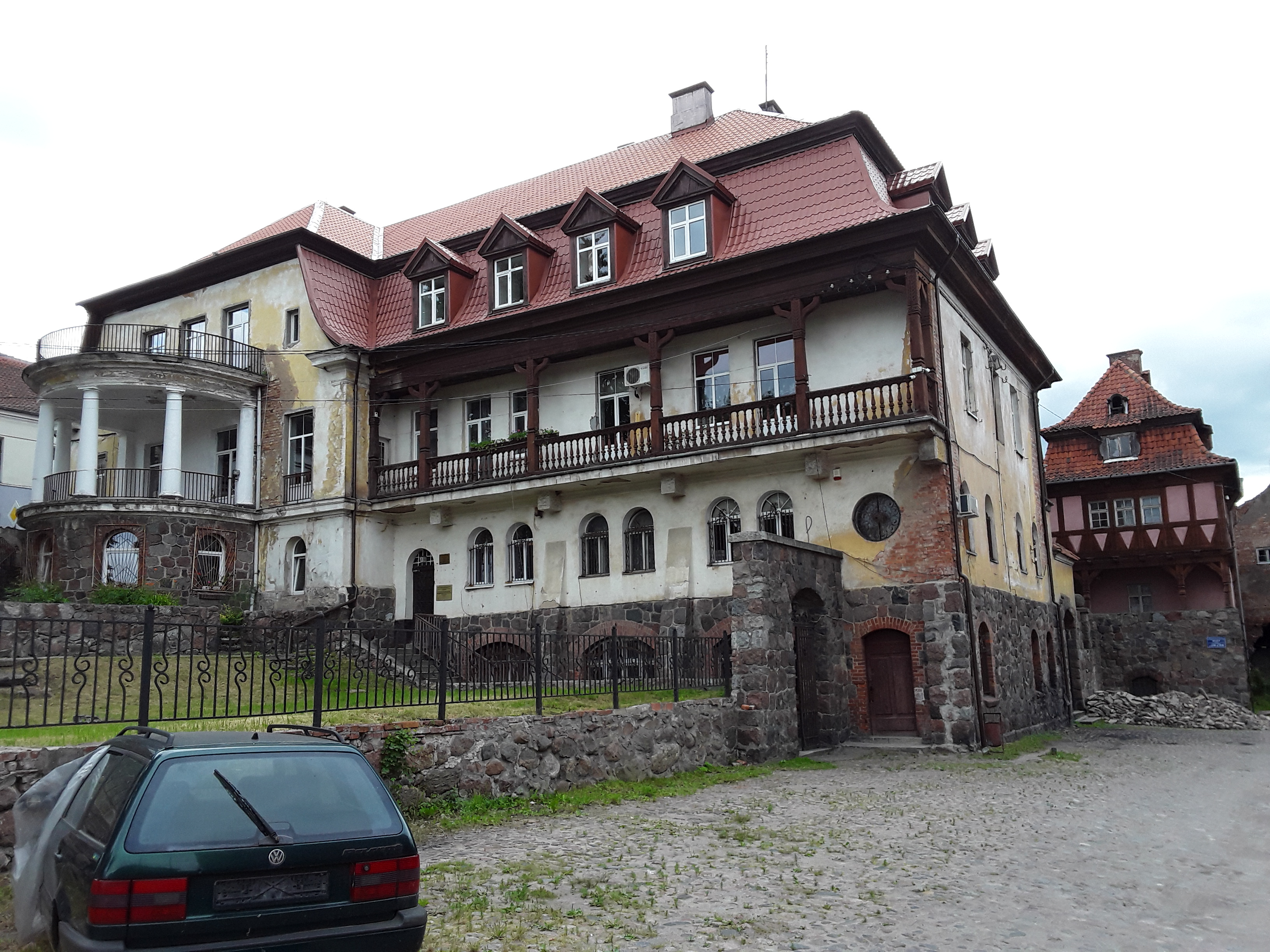
Německá zástavba
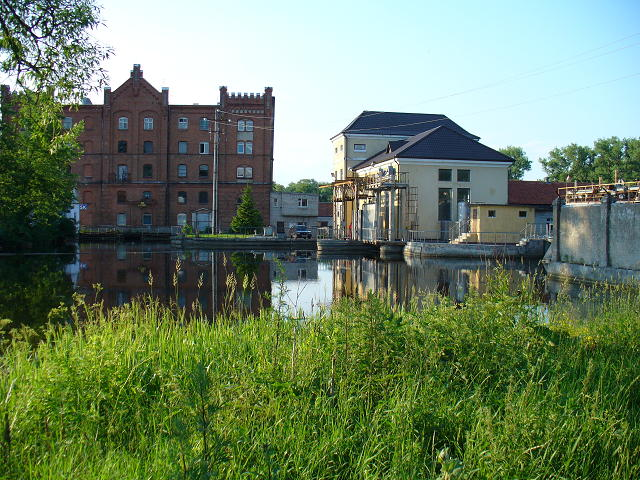
Vodní elektrárna